# Елісон Ломан
Елісон Ломан (англ. Alison Lohman; нар. 18 вересня 1979, Палм-Спрінгз, Каліфорнія, США) — американська акторка, найбільш відома участю в фільмах «Білий олеандр», «Те, що ми втратили», «Беовульф», «Прекрасна афера», «Затягни мене до пекла», «Геймер».

## Біографія
Елісон Ломан народилася у Палм-Спрінгз, США, в родині архітектора Гері та власниці пекарні Даян Ломан. У неї є молодший брат Роберт. У шкільні роки брала участь у театральних постановках, одна з яких принесла нагороду. У Ломан з'явилась можливість вступити до школи мистецтв у Нью-Йорку, але вона відмовилась.

## Особисте життя
19 серпня 2009 Елісон Ломан вийшла заміж за режисера Марка Невелдіна. Перший син Біллі Невелдін народився у 2009. Згодом у них з'явилась друга дитина.

## Кар'єра
Елісон дебютувала з маленької ролі в науково-фантастичному фільмі «Краа! Морський монстр». Того ж року вона епізодично з'явилась у серіалах «Поліцейські на велосипедах» і «Сьоме небо». Після ролей в малобюджетних стрічках «Теорія автора», «Планетний патруль», «Хлопець-мільйонер» акторка отримала головну роль в драмі «Білий олеандр». На екрані вона втілювала доньку-підлітка художниці Інгрід Магнуссен (Мішель Пфайффер). Наступну роль вона зіграла в американській комедійній кінодрамі Рідлі Скотта «Прекрасна афера». Того ж року Ломан працювала під керівництвом Тіма Бертона в його фантастичній стрічці «Велика риба». В еротичному трилері «Де ховається правда» акторка виконала роль журналістки Карен О'Коннор. У 2006 вийшов фільм «Схиблений» незалежного кінорежисера Тома ДіЧілло, в якому Ломан зіграла поп-діву. У тому ж році в неї була головна роль у сімейній пригодницькій стрічці «Фліка».
У 2009 Елісон виконала головну роль співробітниці банку Крістін Браун у фільмі жахів «Затягни мене до пекла», її екранним коханим був Джастін Лонг. Того ж року вона зіграла в фільмі свого чоловіка Марка Невелдіна «Геймер», знятий у співпраці з Браяном Тейлором. У 2016 Елісон з'явилася в трилері «Імпульс» і науково-фантастичній комедії «Офіцер Доун».

## Фільмографія
| Рік       |    | Українська назва           | Оригінальна назва          | Роль               |
| --------- | -- | -------------------------- | -------------------------- | ------------------ |
| 1998      | ф  | Краа! Морський монстр      | Kraa! The Sea Monster      | Кертіс             |
| 1998      | с  | Поліцейські на велосипедах | Pacific Blue               | Моллі              |
| 1998      | с  | Сьоме небо                 | 7th Heaven                 | Барбара            |
| 1999      | ф  | Тринадцятий поверх         | The Thirteenth Floor       | дівчина            |
| 1999      | с  | Хрестовий похід            | Crusade                    | Клер               |
| 1999      | ф  | Теорія автора              | The Auteur Theory          | молода Розмарі     |
| 1999      | ф  | Планетний патруль          | Planet Patrol              | Кертіс             |
| 1999      | с  | Безпечна гавань            | Safe Harbor                | Гейлі              |
| 2000      | ф  | Хлопець-мільйонер          | The Million Dollar Kid     | Кортні Гантер      |
| 2000      | тф | Обмін секретами            | Sharing the Secret         | Бет Мосс           |
| 2000      | с  | Такер                      | Tucker                     | Маккенна Райд      |
| 2001      | ф  | Ангел-охоронець            | Delivering Milo            | міс Меделін        |
| 2001      | ф  | Секс і дівчина             | Alex in Wonder             | Камелія Джеймісон  |
| 2001—2002 | с  | Пасадена                   | Pasadena                   | Лілі Мак-Калістер  |
| 2002      | ф  | Белий хлопець              | White Boy                  | Емі                |
| 2002      | ф  | Білий олеандр              | White Oleander             | Астрід Магнуссен   |
| 2003      | ф  | Прекрасна афера            | Matchstick Men             | Анджела            |
| 2003      | ф  | Велика риба                | Big Fish                   | молода Сандра Блум |
| 2005      | ф  | Велика біла обуза          | The Big White              | Тіффані            |
| 2005      | ф  | Де ховається правда        | Where the Truth Lies       | Карен              |
| 2005      | мф | Навсікая з Долини Вітрів   | Kaze no tani no Naushika   | Навсікая           |
| 2006      | ф  | Схиблений                  | Delirious                  | Карма Лідс         |
| 2006      | ф  | Фліка                      | Flicka                     | Кеті Маклоглін     |
| 2007      | ф  | Те, що ми втратили         | Things We Lost in the Fire | Келлі              |
| 2007      | ф  | Беовульф                   | Beowulf                    | Урсула             |
| 2009      | ф  | Затягни мене до пекла      | Drag Me to Hell            | Крістіна Браун     |
| 2009      | ф  | Геймер                     | Gamer                      | Трейс              |
| 2015      | ф  | Ватиканські записи         | The Vatican Tapes          | пацієнт            |
| 2016      | ф  | Імпульс                    | Urge                       | мати               |
| 2016      | ф  | Офіцер Доун                | Officer Downe              | сестра Блістер     |